# Meyrieux-Trouet
Meyrieux-Trouet é uma comuna francesa na região administrativa de Auvérnia-Ródano-Alpes, no departamento de Saboia. Estende-se por uma área de 11,05 km². Em 2010 a comuna tinha 315 habitantes (densidade: 28,5 hab./km²).